# Derepivka, Mena
Derepivka (în ucraineană Дерепівка) este un sat în comuna Blîstova din raionul Mena, regiunea Cernihiv, Ucraina.

## Demografie
Componența lingvistică a localității Derepivka
     Ucraineană (100%)
Conform recensământului din 2001, toată populația localității Derepivka era vorbitoare de ucraineană (100%).